# Mantispa plicicollis
Mantispa plicicollis là một loài côn trùng trong họ Mantispidae thuộc bộ Neuroptera. Loài này được Handschin miêu tả năm 1935.